# Ixone Andreu Egia
Ixone Andreu Egia (Santurtzi, País Basc, 1995) és una treballadora social, experta en violència contra les dones i política basca.
Des de l'any 2023 és regidora de l'Ajuntament de Santurtzi. A més, també és membre de Govern Local, com a regidora delegada d'Acció Social i Igualtat, sent la regidora més jove de la història del municipi.

## Biografia
Va néixer en el si d'una família nacionalista basca. Va estudiar en el col·legi Asti Leku Ikastola de Portugalete, on va cursar l'educació primària, secundària i el batxillerat. Allí va coincidir amb la filla de Aintzane Urkijo, juntament amb la qual va estudiar.
Va estudiar el grau en treball social en la Universitat de Deusto (2013-2017) i també va estudiar el grau en educació social també en la Universitat de Deusto. Posteriorment, va estudiar el màster en intervenció en violència contra les dones en la Universitat de Deusto. La seva tesina de màster va ser "La influència de la sexualitat i els mandats de gènere en la construcció de la pornografia" ("Sexualitatea eta genero mandatuen eragina pornografiaren eraikuntzan"). Ha treballat en diferents àmbits relacionats amb la violència contra les dones i també ha participat en diferents campanyes d'aquest àmbit com Beldur Barik del Govern basc, entre d'altres.
L'any 2006, amb tan sols onze anys d'edat, Andreu va participar com a concursant a l'exitós talent xou Egin Kantu! de la cadena basca ETB 1, presentat per Nerea Alias i amb Joxe Mendizabal com coach de cant, coincidint en el concurs, entre altres concursants, amb Itxaso Gil. Va arribar al final del concurs i va quedar com a finalista.

### Trajectòria política
Des de jove ha estat afiliada a l'organització juvenil Euzko Gaztedi Indarra (EGI) i al Partit Nacionalista Basc (PNB). En les eleccions municipals d'Espanya de 2023, va ser candidata a regidora de l'Ajuntament de Santurtzi en la llista del Partit Nacionalista Basc. Va sortir electa regidora, convertint-se en la persona més jove a ser regidora en la història del municipi biscaí.
En la legislatura 2023-2027, Karmele Tubilla va ser elegida alcaldessa de Santurtzi. Tubilla va nomenar a Andreu membre de la Junta de Govern Local i regidora delegada d'Acció Social i Igualtat, succeint a Itziar Carrocera Fernández al capdavant d'aquest àrea, i convertint-se en la persona més jove a ser nomenada regidor delegat.
Curiosament, Andreu va estudiar en el col·legi Asti Leku Ikastola i allí va tenir com a professora a Miren Matanzas, y en 2023 van tornar a coincidir a l'Ajuntament de Santurtzi, cadascuna representant a un partit polític diferent. A més, en el ple de constitució de l'Ajuntament de Santurce, a Ixone Andreu i Miren Matanzas els va correspondre estar en la mesa d'edat, a l'ésser les regidores més jove i més major de la corporació.

## Vida personal
Viu en Santurtzi (Biscaia). És aficionada a la muntanya, practica muntanyisme amb freqüència. És amiga pròxima de la filla de Miren Matanzas i de la filla de Aintzane Urkijo, juntament amb les quals va estudiar en el col·legi Asti Leku Ikastola.

## Filmografia

### Televisió
| Any  | Sèrie / Programa | Personatge                | Canal | Notes     | Referències |
| ---- | ---------------- | ------------------------- | ----- | --------- | ----------- |
| 2006 | Egin Kantu!      | Ella mateixa / concursant | ETB 1 | Finalista | [ 7 ]       |